# 狭き門
『狭き門』（せまきもん、原題:La Porte étroite、1909年）は、フランスのノーベル文学賞受賞者アンドレ・ジッドによる小説である。

## 名称の由来
題名の「狭き門」は、新約聖書のマタイ福音書第7章第13節にあらわれる、イエス・キリストの言葉「狹き門より入れ、滅にいたる門は大きく、その路は廣く、之より入る者おほし。生命にいたる門は狹く、その路は細く、之を見出す者すくなし。」に由来する。狭き門より入れとは、神の救いを得るためには、それ相応の努力をしなければならないことを指す言葉。本当に自分にとって価値ある成果を得たいならば、困難な道を歩んでいくべきだ、ということ。キリスト教で、天国に至る門は狭く道は細いが、神の救いを得るには、苦難の道を歩まなくてはならないことをいう。「狭き門」は、転じて、競争が激しくて入学・就職などがむずかしいこと、また、そのようなはいることが非常にむずかしいところを指す。

## 概要
物語の語り手であり主人公でもあるジェロームは、2歳年上の従姉であるアリサに恋心を抱く。アリサもまたジェロームを愛しているが、彼女の妹のジュリエットもまたジェロームに好意を抱いていた。
しかし、ジュリエットと周囲の人々は両者が結ばれることに好意的であるも、神の国に憧れを持つアリサは、妹への遠慮もあり結婚をためらい続ける。それは、二人の思いを知ったジュリエットが身を引いてもなお変わらなかった。
アリサは最終的に地上での幸福を放棄し、ジェロームとの結婚をあきらめてついには命を落とす。残されたジェロームは、アリサが遺した日記に綴られた自分への熱い思いを胸に､『全てを忘れてしまうまで』一人生きていくことを決める。
この作品において、アリサの自己犠牲の精神は美しく描かれている。しかしジッドはこの作品を通して、アリサのような自己犠牲に対する批判を行った。
ジッドは日記や手紙で本作に言及している。またジャック・リヴィエールなどによる批評があり、遠藤周作も言及している。

## 日本語訳
- 『狭き門』（山内義雄訳）新潮社 現代仏蘭西文芸叢書1 1923年
  - 『狭き門』（山内義雄訳）新潮文庫 ISBN 4-10-204503-1 1954年8月3日
- 『狭き門』（川口篤訳）岩波文庫 ISBN 4-00-325582-8 1938年12月15日
- 『狭き門』（淀野隆三訳）角川文庫 1954年6月10日
- 『狭き門』（新庄嘉章訳）河出新書 1955年1月1日
- 『狭き門』（村上菊一郎訳）旺文社文庫 1970年
- 『狭き門』（中村真一郎訳）講談社文庫 1971年
- 『狭き門』（竹内道之助訳）成瀬書房 1976年12月
- 『狭き門』（中条省平訳）光文社古典新訳文庫 ISBN 978-4-334-75306-1 2015年2月10日